# 20/20
20/20 es el decimoquinto álbum de estudio de 1969 por The Beach Boys. Sería el último álbum grabado en los estudios de Capitol Records en los diecisiete años siguientes. Con una mezcla de los últimos sencillos, nuevos temas y dos antiguas pistas de SMiLE, este trabajo se convirtió en uno de los álbumes más interesantes artísticamente, y ahora se puede considerar como un ensayo previo para el renacimiento creativo que surgió en Sunflower, del año siguiente.

## Historia
20/20 fue denominado así por ser el álbum número n.º 20 de The Beach Boys (contando los tres compilatorios Best of..., y Stack-O-Tracks). La participación de Brian Wilson en este álbum fue mucho menor que en los anteriores. Al aumentar sus problemas emocionales y su adicción por la cocaína, el mayor de los Wilson se fue retirando de las sesiones de grabación de la banda. Se especuló que en ese momento abandonó la banda completamente y que volvió para el sencillo "Break Away", y para la grabación de Sunflower, dejando a los demás la responsabilidad creativa. Pero en realidad la única "nueva" contribución de Wilson a 20/20 fue una canción titulado "I Went to Sleep" de las sesiones de Friends. El tema "Do It Again" compuesto por Wilson y Mike Love fue un éxito en el verano de 1968.
Tras la ausencia de Brian los dos hermanos más jóvenes Dennis y Carl tomaron el control tanto dentro como fuera del estudio. Carl produjo una versión con Phil Spector de "I Can Hear Music", dando a The Beach Boys su última entrada en el top 40 en Estados Unidos durante los próximos siete años. Dennis progresó con sus contribuciones sobre Friends para entregar el dramático y dinámico "Be with Me" y "All I Want to Do", cantado por Mike Love, con un fundido de una mujer manteniendo relaciones sexuales.
Sin lugar a dudas, el momento más polémico en 20/20 es la canción acreditada solo a Dennis, "Never Learn Not to Love", una canción grabada por Charles Manson, pero que Dennis la grabó para su grupo. Antes de que comenzara la grabación del álbum, Dennis ya había trabado amistad con Charles Manson y había decidido ayudarlo a grabar su canción "Cease to Exist", que terminaría siendo de propiedad de The Beach Boys, bajo el nuevo título "Never Learn Not to Love". Manson había dicho explícitamente que las palabras no debían ser cambiadas, en el caso, la melodía básica era en gran parte inalterable. Cuando "Never Learn Not to Love" fue lanzado por The Beach Boys como lado B de "Bluebirds over the Mountain" a finales de 1968, fue acreditando únicamente a Dennis -con la letra cambiada y nuevo puente- Manson amenazó de muerte a Dennis. Según Van Dyke Parks colaborador de Brian para SMiLE, cuando Manson quería hacer realidad su amenaza, a Dennis lo golpeaban o le mandaban mensajes intimidantes, como una bala y una carta con un mensaje críptico. Muchas personas del ambiente de The Beach Boys estaban asustadas por Manson, sobre todo cuando sus crímenes salieron a la luz. Algunos admiradores han argumentado que Charles Manson habría escrito "Be with Me", pero probablemente esto es un mal malentendido simple: "Never Learn Not to Love" tiene una línea que contiene las palabras "estar conmigo" (en inglés be with me).
Luego de varios años Bruce Johnston había estado esperando su momento para desenvolverse en el estudio. Finalmente fue capaz de producir una de sus composiciones en 20/20, y fue el exuberante instrumental "The Nearest Faraway Place". La composición fue inspirada por el trabajo de Brian Wilson en Pet Sounds, y su título se basaba en un artículo en la revista Life. Su segunda canción fue una grabación de "Bluebirds over the Mountain" de Earl Hickey. Iniciada en el otoño de 1967 como un sencillo se completó con la ayuda de Carl Wilson durante las sesiones del álbum. Al Jardine sugirió a Brian trabajar en una canción de folk "Cotton Fields". Mientras el nuevo título "Cottonfields" -último sencillo emitido por Capitol Records- fue un fracaso en los Estados Unidos, en el resto del mundo se convirtió en un gran éxito internacional en la primavera de 1970.
Pese a las piezas contribuidas por cada miembro, algunas de las canciones que más se destacan son de Brian Wilson, sostenidas en el anonimato hasta entonces: "Cabinessence" y "Our Prayer" ambas pistas sacadas de las sesiones de SMiLE. Además de "Time To Get Alone" comenzada durante Wild Honey.
Editado en febrero de 1969 20/20 fue más vendido que Friends, alcanzando el puesto n.º 68 en Estados Unidos, pero no fue tan alto como el n.º 3 en el Reino Unido. Fue seguido por el sencillo de "Break Away", una tentativa para que fuese un éxito, pero solo tuvo éxito en el Reino Unido. Sin inmutarse, y en pleno auge con la confianza y el sentido de que se encontraban al borde de un renacimiento creativo, The Beach Boys comenzaron a formularse lo que llegó a ser uno de los álbumes más aclamados de su carrera.

## Lista de canciones
| N.º | Título                                                          | Vocalista principal                                        | Duración |  |
| 1.  | «Do It Again» (Brian Wilson y Mike Love)                        | Mike Love                                                  | 2:25     |  |
| 2.  | «I Can Hear Music» (Jeff Barry, Ellie Greenwich y Phil Spector) | Carl Wilson                                                | 2:36     |  |
| 3.  | «Bluebirds over the Mountain» (Ersel Hickey)                    | Mike Love [en versos], Carl Wilson y Bruce Johnston [coro] | 2:51     |  |
| 4.  | «Be with Me» (Dennis Wilson)                                    | Dennis WIlson                                              | 3:08     |  |
| 5.  | «All I Want to Do» (Dennis Wilson y Steve Kalinich)             | Mike Love                                                  | 2:02     |  |
| 6.  | «The Nearest Faraway Place» (Bruce Johnston)                    | Instrumental                                               | 2:39     |  |
| 7.  | «Cotton Fields (The Cotton Song)» (Huddie Ledbetter)            | Al Jardine                                                 | 2:21     |  |
| 8.  | «I Went to Sleep» (Brian Wilson y Carl Wilson)                  | Brian Wilson y Carl Wilson                                 | 1:36     |  |
| 9.  | «Time To Get Alone» (Brian Wilson)                              | Carl Wilson [en versos], Brian Wilson y Al Jardine [coro]  | 2:40     |  |
| 10. | «Never Learn Not to Love» (Dennis Wilson)                       | Dennis Wilson                                              | 2:31     |  |
| 11. | «Our Prayer» (Brian Wilson)                                     | Todo el grupo canta                                        | 1:07     |  |
| 12. | «Cabinessence» (Brian Wilson y Van Dyke Parks)                  | Carl Wilson y Mike Love                                    | 3:34     |  |

- Las contribuciones de Charles Manson en "Never Learn Not to Love" permanecen aún sin acreditar.

## Publicaciones
En el 2005 se reeditó 20/20 con Friends en CD, con pistas inéditas de esa época.
20/20 (Capitol SKAO 133) llegó al puesto n.º 68 en Estados Unidos con una duración de 11 semanas. Tuvo mejor resultado en el Reino Unido, alcanzando el puesto n.º 3.